# Jean De Cecco
Jean De Cecco, né le 21 février 1925 à Lille (Nord) et mort le 8 mars 1993 à Saint-Étienne (Loire), est un footballeur français. Il évolue durant sa carrière au poste de défenseur central, principalement à l'AS Saint-Étienne.

## Biographie
Jean De Cecco naît le 21 février 1925 à Lille (Nord). Il commence néanmoins sa carrière de footballeur dans le Sud-Ouest de la France, au Toulouse FC, en 1946. Il s'engage ensuite au Lyon OU et inscrit huit buts en vingt-huit matchs de D2. Il marque notamment trois buts lors d'un match face au CA Paris, contribuant ainsi à la bonne saison de son équipe, qui termine 6e. 
Il est transféré en septembre 1949 à l'AS Saint-Étienne, ou il accomplit l'essentiel de sa carrière, puisqu'il y reste jusqu'en 1956. Durant ce laps de temps, le club forézien obtient son premier titre national : une Coupe Charles Drago, en 1955. Après avoir participé à près de 185 matchs de D1 en sept saisons, il termine sa carrière par une pige d'un an au FC Nantes, en 1956-1957. Malheureusement pour lui, les Canaris pourtant ambitieux ne terminent qu'à une décevante 13e place au classement de Division 2 cette année-là.
Il meurt le 8 mars 1993 à Saint-Étienne.

## Palmarès
- Vainqueur de la Coupe Charles Drago en 1955 avec l'AS Saint-Étienne